# Оскар и Розовая Дама
Оскар и Розовая Дама (фр. Oscar et la Dame rose) — роман (по авторскому определению) французского писателя и драматурга Эрика-Эмманюэля Шмитта, написанный в 2002 году.
Книга обрела колоссальную популярность во Франции и стала известной далеко за её пределами.

## Сюжет

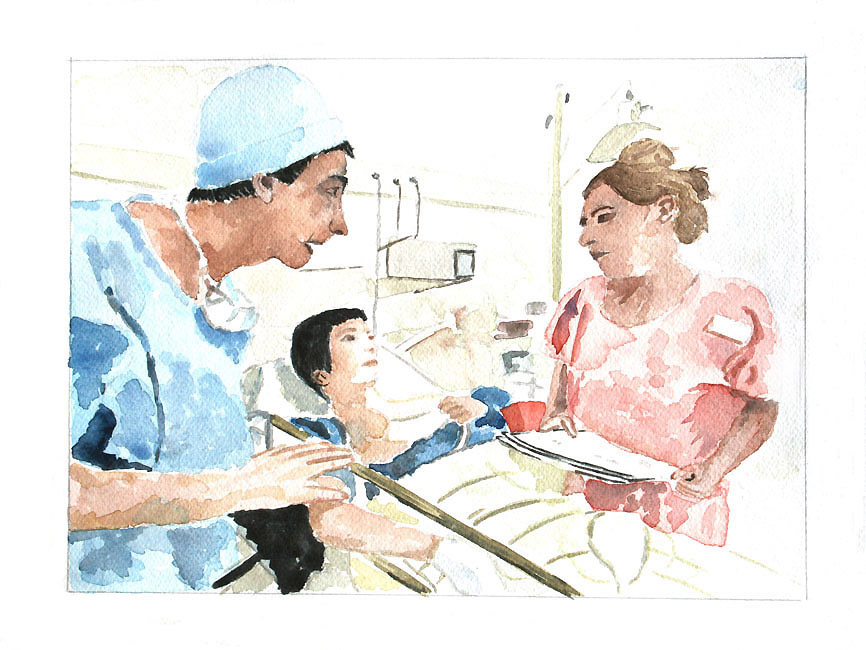
Визит практикующего и медсестры в розовом (Marie-Claire Lefébure).

10-летний мальчик по имени Оскар болен раком. Он рассказывает о своей жизни в больнице. Здесь за детьми следят сиделки — Розовые Дамы. Для Оскара Розовая Дама (Бабушка Роза) стала второй мамой. Когда Оскар узнаёт, что ему осталось жить 12 дней, Бабушка Роза предлагает ему такую игру: каждый день считается за прожитые 10 лет. Оскар описывает в письме Богу каждый прожитый день, рассказывая о разных периодах своей предполагаемой жизни.

## Действующие лица
- Оскар
- Бабушка Роза
- Пегги Блю
- Родители Оскара
- Доктор Дюссельдорф

## Переводы
- Ирина Мягкова
- Галина Соловьёва

## Известные постановки
Коллекция постановок на украинской сцене собрана на портале «Театральная рыбалка» и насчитывает 13 спектаклей (с 2006 по 2020 годы).
| Год               | Страна                   | Театр                                                                                       | Название                                                                   | Режиссёр | Оскар                                               | Розовая Дама                                                           | Комментарии |
| ----------------- | ------------------------ | ------------------------------------------------------------------------------------------- | -------------------------------------------------------------------------- | --- | --------------------------------------------------- | ---------------------------------------------------------------------- | --- |
| 2004, 3 декабря   | Россия, Санкт-Петербург  | Театр имени Ленсовета                                                                       | Оскар и Розовая Дама                                                       | Владислав Пази | Алиса Фрейндлих                                     |                                                                        | Моноспектакль |
| 2006, березень    | Украина, Киев            | «Ательє 16»                                                                                 | «Целую, Оскар»                                                             | Олег Липцын |                                                     |                                                                        | |
| 2006, 30 сентября | Россия, Москва           | Театр Луны                                                                                  | Оскар и Розовая Дама                                                       | Сергей Проханов | Александр Сигуев Дэвид Аласания Виталий Щербина     | Анастасия Савицкая Екатерина Партугимова Елена Лазурина                | |
| 2006, 25 декабря  | Украина, Киев            | Киевская академическая мастерская театрального искусства «Созвездие»                        | Оскар — Богу                                                               | Алексей Кужельный | Станислав Голопатюк Юрий Родионов                   | Валерия Чайковская                                                     | |
| 2009              | Россия, Томск            | Томский областной ордена Трудового Красного Знамени театр драмы                             | Оскар и Розовая Дама                                                       | Сергей Куликовский |                                                     | Валентина Бекетова                                                     | |
| 2011, 2 апреля    | Украина, Львов           | Львовский ТЮЗ                                                                               | Оскар…                                                                     | Алексей Кравчук |                                                     |                                                                        | |
| 2011              | Россия, Пенза            | Пензенский областной драматический театр имени А.В. Луначарского                            | Оскар и Розовая Дама                                                       | Юрий Александров |                                                     | Галина Репная                                                          | Моноспектакль |
| 2013              | Россия, Южно-Сахалинск   | Сахалинский театр кукол                                                                     | Оскар и Розовая Дама (14 писем к Богу)                                     | Станислав Железкин | Сергей Омшенецкий                                   | Маргарита Петрова                                                      | |
| 2013              | Россия, Москва           | МОСТ                                                                                        | Дорогой Бог!                                                               | Евгений Славутин | Георгий Антонов, Евгений Панфёров, Артём Верголасов | Людмила Давыдова, Людмила Некрасова, Екатерина Алексашина, Юлия Вергун | Детский спектакль |
| 2013, декабрь     | Украина, Одесса          | Одесский областной театр кукол                                                              | Оскар и Розовая Дама                                                       | Михаил Урицкий | И. Цуркан В. Горбанев                               | Т. Стрелец А. Смиян                                                    | |
| 2013              | Россия, Брянск           | Брянский областной театр кукол                                                              | Оскар и Розовая Дама. Письма к Богу                                        | Павел Акинин |                                                     |                                                                        | В спектакле звучат композиции группы «АукцЫон» |
| 2014, 24 апреля   | Россия, Новосибирск      | Новосибирский академический молодёжный театр «Глобус»                                       | Оскар и Розовая Дама                                                       | Павел Южаков | Светлана Галкина                                    | Светлана Галкина                                                       | Моноспектакль |
| 2015, 7 октября   | Украина, Ивано-Франковск | Ивано-Франковский академический областной музыкально-драматический театр имени Ивана Франко | Оскар і Рожева Пані                                                        | Ростислав Держипольский | Влад Балюк                                          | Ирма Витовская                                                         | Благотворительный театральный проект. Музыкальное оформление спектакля — «Океан Ельзи» Спектакль стал лауреатом премии «Киевская пектораль» в номинации «За событие в искусстве в культурной жизни города» |
| 2015, 21 ноября   | Украина, Киев            | Киевский муниципальный академический театр кукол                                            | Оскар                                                                      | Михаил Урицкий | Игорь Федирко                                       | Юлия Шаповал                                                           | Спектакль стал лауреатом премии «Киевская пектораль» в номинации «Лучший спектакль драматического театра», и «Лучшая режиссёрская работа»                                                                  |
| 2016, март        | Россия, Пермь            | Театр «Век жизни» Архивная копия от 18 августа 2019 на Wayback Machine                      | Оскар и Розовая дама Архивная копия от 20 сентября 2020 на Wayback Machine | Андрей Молянов | Тимофей Молянов, Андрей Молянов                     | Ирина Молянова                                                         | Специальный приз жюри фестиваля «Молодые молодым» за лучшую мужскую роль (Оскар), 2017 год. |
| 2017, 8 марта     | Россия, Ульяновск        | Ульяновский областной драматический театр                                                   | Оскар и Розовая Дама                                                       | Олег Липовецкий | Александр Курзин                                    | Клара Шадько                                                           | Жанр спектакля — разговор со зрителем без музыки и антракта |
| 2017, 14 октября  | Россия, Санкт-Петербург  | Театр ЛДМ Новая Сцена                                                                       | Оскар и Розовая Дама                                                       | Ирина Афанасьева (автор режиссёрской концепции); Авторы либретто: Ирина Афанасьева, Мария Ошмянская; Режиссеры—постановщики: Софья Стрейзанд, Иван Стависский, Борис Малевский | Илья Мельников                                      | Всеволод Макаров                                                       | Мюзикл |
| 2019, 20 ноября   | Россия, Краснодар        | Театр Защитника Отечества                                                                   | Оскар и Розовая Дама                                                       | Александр Николаев | Светлана Компетова                                  | Екатерина Николаева, Оксана Шевелёва                                   | |
| 2024, май         | Россия, Кемерово         | Терапевтическая театральная студия «Дивушка»                                                | Жизнь прекрасна                                                            | Татьяна Карпунькина | Даниил Петраков                                     | Валентина Карпунькина                                                  | Благотоворительный спектакль. Музыка: ДиДюЛя . |

## Экранизации
| Год  | Страна                     | Название             | Режиссёр             | Оскар                 | Розовая Дама |
| ---- | -------------------------- | -------------------- | -------------------- | --------------------- | ------------ |
| 2009 | Бельгия · Франция · Канада | Оскар и Розовая Дама | Эрик-Эммануэль Шмитт | Амир Бен Абдельмоумен | Мишель Ларок |

## Издания на русском языке
- Эрик-Эмманюэль Шмитт. Оскар и Розовая Дама / Пер. с фр. Галина Соловьева. — Санкт-Петербург: Азбука-классика, 2005. — 272 с. — ISBN 5-352-01289-1.http://www.knigograd.com.ua/index.php?dispatch=products.view&product_id=139162 Архивная копия от 20 марта 2018 на Wayback Machine[ [1]]
- Эрик-Эмманюэль Шмитт. Оскар и Розовая Дама / Пер. с фр. Галина Соловьева. — Мягкая обложка. — СПб.: Азбука-Аттикус, 2015. — С. 320. — 416 с. — ISBN 978-5-389-10070-1.[2]